# Слуцькі князі
Слуцькі князі — правителі Слуцького князівства, яке існувало з ХІІ до XVII ст. як удільне князівство у складі спочатку Київської Русі, потім — Великого князівства литовського, а з початку XVII ст. до 1791 року, у власності білоруських магнатів Радзивілів.

## Історія
У ХІІ ст. Слуцьк входив до складу Клецького князівства, відомого також як волость дреговичі, та управлявся князями залежними від Києва. З 20-х років ХІІ ст. Клецьке князівство входило до володінь Чернігівських Ольговичів. У середині ХІІ ст. існувало як окремий уділ, про пізніших князів відомостей у джерелах немає.
У XIV ст. Слуцьке князівство попало в залежність від Великого князівства Литовського. У 1387 році згадано Слуцького князя Григорія. У 1395 році Слуцьк і Копиль були передані київському князю Володимиру Ольгердовичу, якого великий князь литовський Вітовт та його двоюрідний брат Скиргайло позбавили Київського уділу. Потомки внука Володимира, Михайла Олельковича відомі також як Олельковичі та Слуцькі володіли Слуцьким князівством до початку XVII століття.
У 1612 році князівство перейшло у власність до Януша Радзивіла, який одружився з Софією Слуцькою, останньою представницею княжого роду Слуцьких. З того часу Радзивіли володіли князівством до 1791 року коли князівство було ліквідоване та включене до Случарецького повіту. А після другого поділу Речі Посполитої у 1793 році територія князівства увійшла до складу Російської імперії.

## Правителі

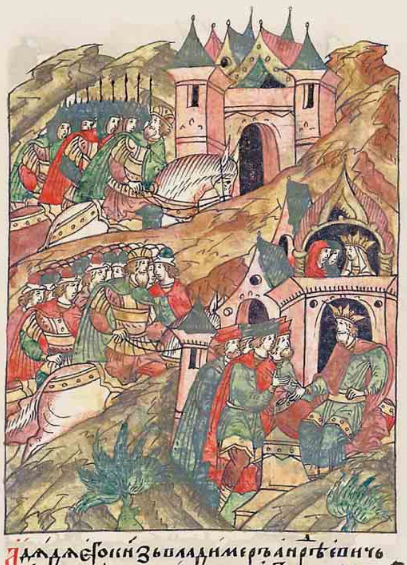
Володимир Мстиславич

### Рюриковичі
- Рогволод Борисович 1158
- Володимир Мстиславич 1161—1162

- Григорій Слуцький ? — між 1387 і 1395

### Гедиміновичі
- Володимир Ольгердович 1395—1399
- Олелько Володимирович 1399—1443 (з перервами)
- Семен Олелькович 1443—1455

- Михайло Олелькович 1455—1481
- Семен Михайлович 1481—1503
- Юрій І Семенович 1503—1542

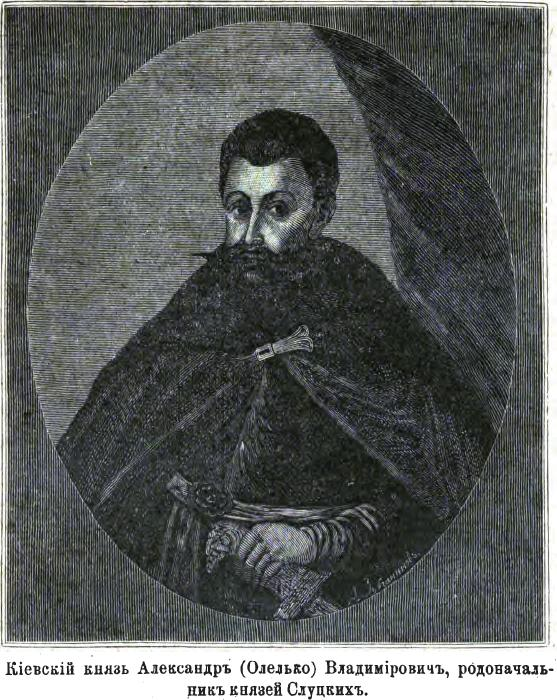
Олелько Володимирович. Уявний портрет ХІХ ст.

- Юрій ІІ Юрійович 1560—1578 (розділив князівство між своїми синами)

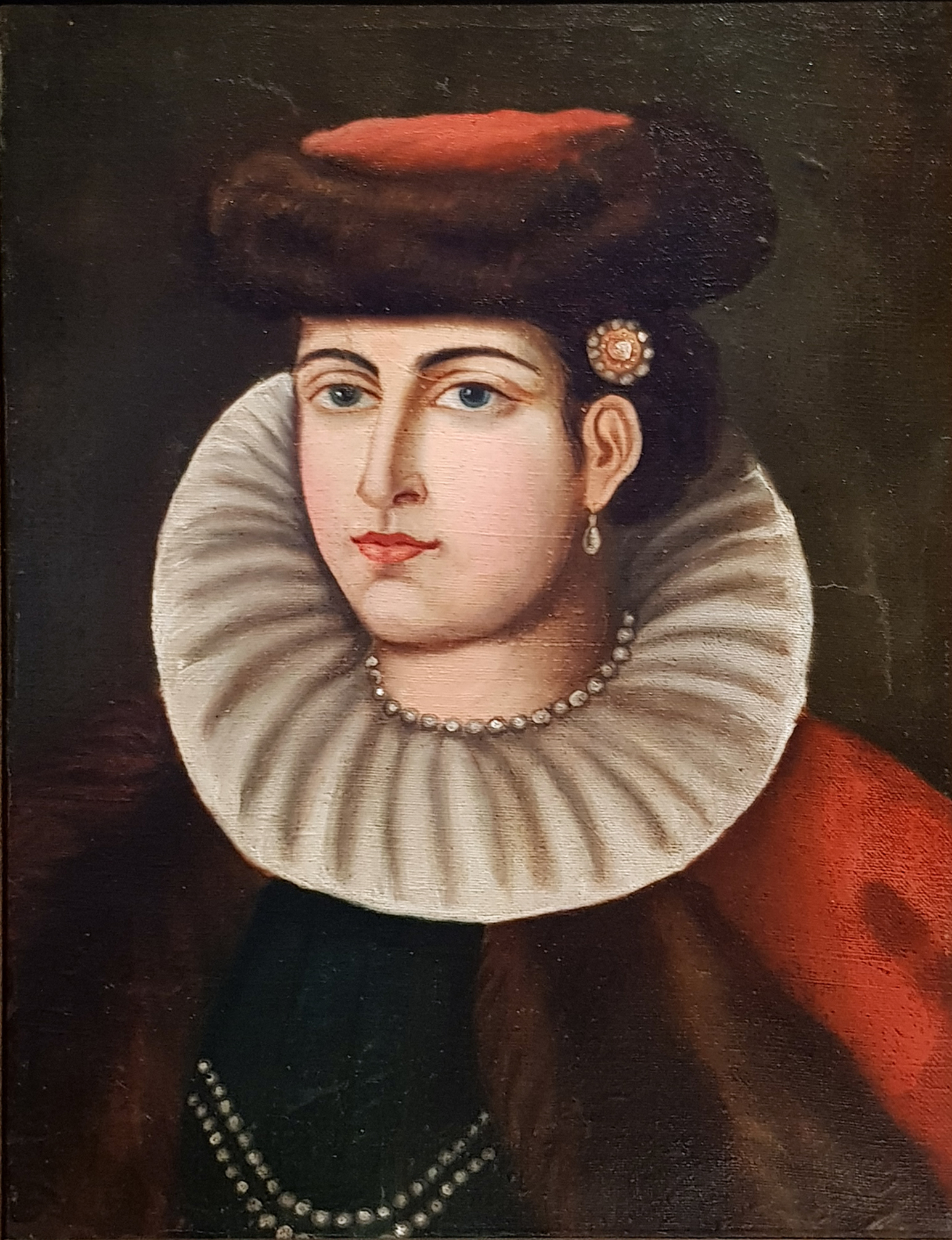
Софія Слуцька

- Юрій ІІІ Юрійович 1578—1586
- Олександр Юрійович 1578—1591
- Іван-Семен Юрійович 1578—1592
- Софія Юріївна 1586—1612

### Радзивіли
- Януш Радзивілл 1612—1620
- Криштоф Радзивілл 1620—1640
- Богуслав Радзивілл 1640—1669
- Людвіка Кароліна Радзивілл 1669—1695
- Карл ІІІ Філіп Віттельсбах 1695—1717
- Йозеф Карл Віттельсбах 1717—1729
- Ієронім Флоріан Радзивілл 1732—1760
- Михайло Казимир Радзивілл 1760—1762
- Ієронім Вінцент Радзивілл 1762—1786
- Кароль Станіслав Радзивілл «Пане Коханку» 1786—1790